# ドゥアルテ2世 (ギマランイス公)

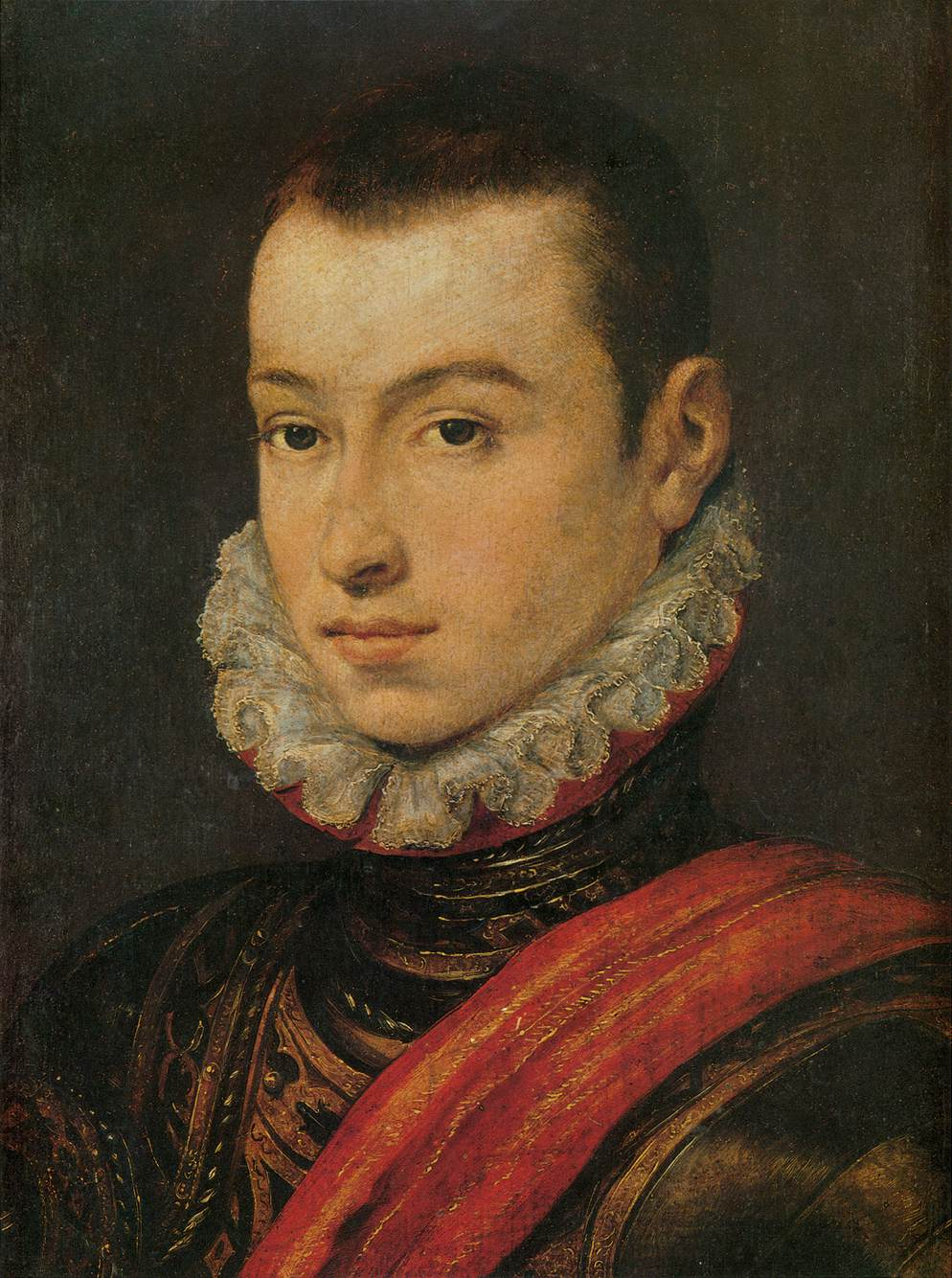
ギマランイス公爵と推定されている肖像画

ドゥアルテ2世（Duarte II, 5º Duque de Guimarães, 1541年3月 アルメイリン - 1576年11月28日 エヴォラ）は、ポルトガルの王族、ポルトガル王子（Infante de Portugal）。ポルトガル軍総司令官の地位にあった。
ポルトガル王マヌエル1世の7番目の息子ギマランイス公ドゥアルテとその妻イザベル・デ・ブラガンサの間の息子で、父の死の半年後に生まれると同時に公爵位を継承した。1557年に即位した幼王セバスティアン1世の宮廷において、伯父エンリケ枢機卿王子とともに、2人だけの同族の王位継承権者として重んじられた。1569年には枢密院会議において、国王とフランス王女マルグリットとの不成立に終わる縁談に賛成した一人であった。1574年には国王の最初のタンジェ上陸に随行した。
リスボンのシャブレガシュ（Xabregas）地区でセバスティアン王が主宰した闘牛試合に招待されなかったことに激怒し、エヴォラの領地に引退した。それから幾ばくもなく死去した。2人の姉はどちらも存命中だったが、ポルトガル国内に居住していた次姉ブラガンサ公爵夫人カタリナがギマランイスの所領を相続した。

## 引用・脚注
1. ↑  Direção Geral do Património Cultural - MatrizNet: Retrato de Jovem Cavaleiro